# AB Förenade superfosfatfabriker
AB Förenade superfosfatfabriker var en svensk tillverkare av superfosfat (ett gödningsmedel).
AB Förenade superfosfatfabriker bildades genom en sammanslagning 1932 av de tre superfostfatföretagen i Helsingborg (Skånska Superfosfat- och Svafvelsyrefabriks AB, Göteborg (Ceres, tidigare Superfosfatfabriken Dammet i Örgryte) och Landskrona (Konstgödningsfabriks AB i Landskrona). Tekniskt skedde detta genom att Lanskronaföretaget höjde sitt aktiekapital från 9 till 12,2 miljoner kronor. Det nya bolaget ägde vid grundandet, efter nedläggning av fabriken i Helsingborg fabriker i Göteborg, Landskrona och Malmö. Därtill kom att det arrenderade superfosfatfabriken i Gäddviken i Stockholm, vilket innebar att alla svenska fabriker låg under dess kontroll. Bolaget hade omkring 700 anställda. 
År 1956 övertog AB Förenade superfosfatfabriker en tredjedel av aktierna i Svenska Salpeterverken, i vilket Kooperativa Förbundet och Sveriges Lantbruksförbund hade varsin tredjedel.
AB Förenade Superfosfatfabriker arrenderade också 1931–1947 KF:s superfosfatfabrik i Gäddviken i Nacka.
AB Förenade Superfosfatfabriker sammanslogs 1970 med Svenska Salpeterverken i Köping till AB Supra, samtidigt som Kväveverket i Landskrona kötes av Kema Nord.
Norsk Hydro (senare Yara International) övertog 1981 75% av aktierna i Supra av Boliden Kemi. Supra hade då produktion i Landskrona och Köping. Senare köptes resterande 25 % av Sveriges Lantbruksförbund.B